# Élections législatives de 1893 dans la Somme
Les élections législatives françaises de 1893 se déroulent les 20 août et 3 septembre 1893. Dans le département de la Somme, huit députés sont à élire dans le cadre de huit circonscriptions.

## Contexte

### Députés sortants
|   | Circonscription | Nom                                   |  | Parti       | Groupe                         |
| - | --------------- | ------------------------------------- |  | ----------- | ------------------------------ |
| 1 | 1re d'Abbeville | Louis Froment                         |  | Républicain | Union des gauches              |
| 2 | 2e d'Abbeville  | Gaston de Douville-Maillefeu          |  | Rad-soc.    | Républicain radical-socialiste |
| 3 | 1re d'Amiens    | Lucien Millevoye ¹                    |  | Boulangiste | Républicains nationalistes     |
| 4 | 2e d'Amiens     | Charles de Dompierre d'Hornoy         |  | Royaliste   | Union des droites              |
| 5 | Doullens        | Marie Alexandre Raoul Blin de Bourdon |  | Royaliste   | Union des droites              |
| 6 | Montdidier      | Ernest Leroy                          |  | Républicain | Union des gauches              |
| 7 | 1re de Péronne  | Gontran Gonnet                        |  | Républicain | Union des gauches              |
| 8 | 2e de Péronne   | Marie Reimbold d'Estourmel            |  | Royaliste   | Union des droites              |

¹ : Siège vacant depuis le 22 juin 1893 à la suite de la démission de Lucien Millevoye.

## Résultats au niveau départemental
| Parti    | Parti                                         | Premier tour | Premier tour | Second tour | Second tour | Sièges |
| Parti    | Parti                                         | Voix         | %            | Voix        | %           | Sièges |
| -------- | --------------------------------------------- | ------------ | ------------ | ----------- | ----------- | ------ |
|          | Républicains opportunistes                    | 86 651       | 68,49        | 6 774       | 51,20       | 7      |
|          | Conservateurs (Monarchistes - Réactionnaires) | 20 300       | 16,04        | 6 457       | 48,80       | 0      |
|          | Républicains radicaux                         | 9 991        | 7,90         |             |             | 1      |
|          | Socialistes                                   | 5 696        | 4,50         | 0           |             |        |
|          | Antisémites                                   | 3 878        | 3,06         | 0           |             |        |
|          |                                               |              |              |             |             |        |
| Exprimés | Exprimés                                      | 126 516      |              | 13 231      |             | 8      |

## Résultats par arrondissement

### Arrondissement d'Abbeville

#### 1recirconscription
Député sortant : Louis Froment (Républicain)
| Candidat | Candidat        | Parti       | Premier tour | Premier tour |
| Candidat | Candidat        | Parti       | Voix         | %            |
| -------- | --------------- | ----------- | ------------ | ------------ |
|          | Louis Froment * | Républicain | 11 013       | 100,00       |
|          |                 |             |              |              |
| Exprimés | Exprimés        | Exprimés    | 11 013       |              |

Député élu : Louis Froment (Républicain)

#### 2ecirconscription
Député sortant : Gaston de Douville-Maillefeu (Radical)
| Candidat | Candidat                       | Parti         | Premier tour | Premier tour |
| Candidat | Candidat                       | Parti         | Voix         | %            |
| -------- | ------------------------------ | ------------- | ------------ | ------------ |
|          | Gaston de Douville-Maillefeu * | Rad-soc.      | 9 991        | 61,00        |
|          | Henri Chastenet                | Républicain   | 3 740        | 22,83        |
|          | Henri des Lyons de Feuchin     | Réactionnaire | 2 649        | 16,17        |
|          |                                |               |              |              |
| Exprimés | Exprimés                       | Exprimés      | 16 380       |              |

Député élu : Gaston de Douville-Maillefeu (Radical)

### Arrondissement d'Amiens

#### 1recirconscription
Député sortant : Siège vacant à la suite de la démission de Lucien Millevoye
| Candidat | Candidat          | Parti      | Premier tour | Premier tour |
| Candidat | Candidat          | Parti      | Voix         | %            |
| -------- | ----------------- | ---------- | ------------ | ------------ |
|          | Alphonse Fiquet   | Radical    | 12 722       | 58,52        |
|          | Édouard Drumont   | Antisémite | 3 878        | 17,84        |
|          | Émile Boucher     | POF        | 3 279        | 15,08        |
|          | Alphonse Lefebvre | SI         | 1 144        | 5,26         |
|          | Aimé Tarlé        | SI         | 716          | 3,29         |
|          |                   |            |              |              |
| Exprimés | Exprimés          | Exprimés   | 21 739       |              |

Député élu : Alphonse Fiquet (Républicain)

#### 2ecirconscription
Député sortant : Charles de Dompierre d'Hornoy (Royaliste)
| Candidat | Candidat         | Parti       | Premier tour | Premier tour |
| Candidat | Candidat         | Parti       | Voix         | %            |
| -------- | ---------------- | ----------- | ------------ | ------------ |
|          | Fernand Lévecque | Radical     | 14 715       | 74,84        |
|          | Henry Morel      | Républicain | 4 152        | 21,12        |
|          | Henri Carnoy     | Républicain | 551          | 2,80         |
|          | Arthur Rousselle | Socialiste  | 245          | 1,25         |
|          |                  |             |              |              |
| Exprimés | Exprimés         | Exprimés    | 19 663       |              |

Député élu : Fernand Lévecque (Radical)

### Arrondissement de Doullens
Député sortant : Marie Alexandre Raoul Blin de Bourdon (Royaliste)
| Candidat | Candidat                                | Parti         | Premier tour | Premier tour | Deuxième tour | Deuxième tour |
| Candidat | Candidat                                | Parti         | Voix         | %            | Voix          | %             |
| -------- | --------------------------------------- | ------------- | ------------ | ------------ | ------------- | ------------- |
|          | Octave Dusevel                          | Républicain   | 6 381        | 48,84        | 6 774         | 51,20         |
|          | Marie Alexandre Raoul Blin de Bourdon * | Réactionnaire | 6 372        | 48,77        | 6 457         | 48,80         |
|          | Eugène Calais                           | Socialiste    | 312          | 2,39         |               |               |
|          |                                         |               |              |              |               |               |
| Exprimés | Exprimés                                | Exprimés      | 13 065       |              | 13 231        |               |

Député élu : Octave Dusevel (Républicain)

### Arrondissement de Montdidier
Député sortant : Ernest Leroy (Républicain)
| Candidat | Candidat            | Parti          | Premier tour | Premier tour |
| Candidat | Candidat            | Parti          | Voix         | %            |
| -------- | ------------------- | -------------- | ------------ | ------------ |
|          | Ernest Leroy *      | Républicain    | 15 353       | 72,26        |
|          | Oswald de Fransures | Réactionnaires | 5 894        | 27,74        |
|          |                     |                |              |              |
| Exprimés | Exprimés            | Exprimés       | 21 247       |              |

Député élu : Ernest Leroy (Républicain)

### Arrondissement de Péronne

#### 1recirconscription
Député sortant : Gontran Gonnet (Républicain)
| Candidat | Candidat        | Parti        | Premier tour | Premier tour |
| Candidat | Candidat        | Parti        | Voix         | %            |
| -------- | --------------- | ------------ | ------------ | ------------ |
|          | Gustave Trannoy | Républicain  | 6 192        | 58,16        |
|          | Louis Cadot     | Nationaliste | 4 455        | 41,84        |
|          |                 |              |              |              |
| Exprimés | Exprimés        | Exprimés     | 10 647       |              |

Député élu : Gustave Trannoy (Républicain)

#### 2ecirconscription
Député sortant : Marie Reimbold d'Estourmel (Royaliste)
| Candidat | Candidat                     | Parti         | Premier tour | Premier tour |
| Candidat | Candidat                     | Parti         | Voix         | %            |
| -------- | ---------------------------- | ------------- | ------------ | ------------ |
|          | Eugène François              | Républicain   | 7 377        | 57,80        |
|          | Marie Reimbold d'Estourmel * | Réactionnaire | 5 385        | 42,20        |
|          |                              |               |              |              |
| Exprimés | Exprimés                     | Exprimés      | 12 762       |              |

Député élu : Eugène François (Républicain)

### Élus
|   | Circonscription | Nom                          |  | Parti       | Groupe                       |
| - | --------------- | ---------------------------- |  | ----------- | ---------------------------- |
| 1 | 1re d'Abbeville | Louis Froment                |  | Républicain | Républicains de gouvernement |
| 2 | 2e d'Abbeville  | Gaston de Douville-Maillefeu |  | Rad-soc.    | Extrême gauche               |
| 3 | 1re d'Amiens    | Alphonse Fiquet              |  | Radical     | Gauche progressiste          |
| 4 | 2e d'Amiens     | Fernand Lévecque             |  | Radical     | Gauche progressiste          |
| 5 | Doullens        | Octave Dusevel               |  | Républicain | Républicains de gouvernement |
| 6 | Montdidier      | Ernest Leroy                 |  | Républicain | Républicains de gouvernement |
| 7 | 1re de Péronne  | Gustave Trannoy              |  | Républicain | Républicains de gouvernement |
| 8 | 2e de Péronne   | Eugène François              |  | Républicain | Républicains de gouvernement |